# Café littéraire
Pour l'émission télévisée, voir Café littéraire (émission de télévision).

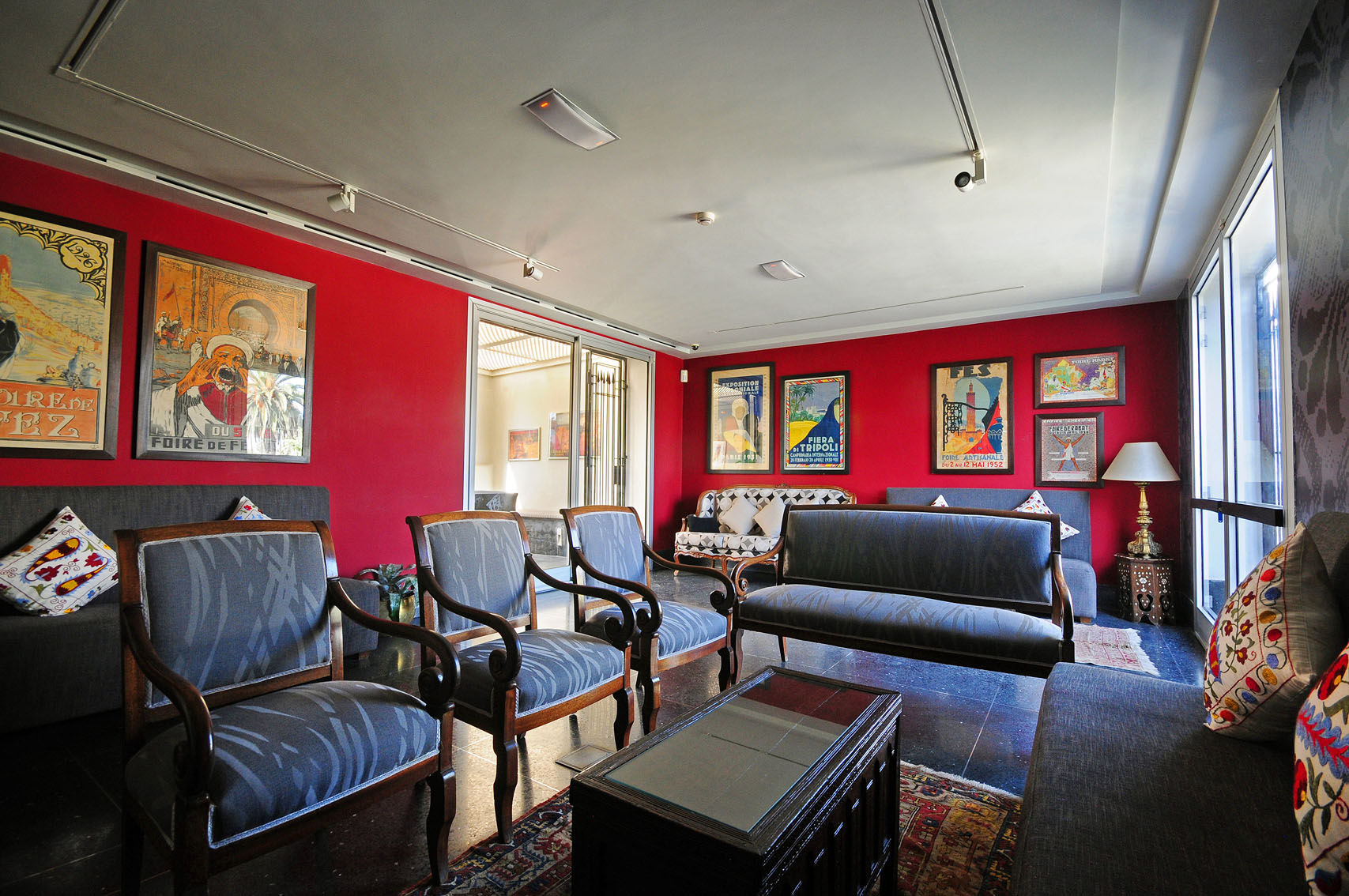
Exemple d'un café littéraire au Maroc.

Un café littéraire est un lieu de réunion où l'on parle de littérature, échange des idées, écoute des extraits de livres lus par des comédiens, assiste à des spectacles érudits tout en dégustant un café ou toute autre boisson.
Il est à noter qu'un café littéraire n'a pas de forme spécifique et bien définie, puisque son apparence et son esprit varient selon divers facteurs tels que l'époque, le lieu ou encore la clientèle. Ce lieu représente un univers intellectuel, esthétique et émotionnel constamment en mouvement.

## Histoire
L’ancêtre du café littéraire apparut au XVIe siècle à Constantinople avec l’ouverture d’un café par deux Syriens. Connaissant une grande popularité, le lieu accueillit divers intellectuels tels que des prédicateurs itinérants, des poètes, ou encore des musiciens. Georges Lemaire dira qu’il devint le café des lettrés en 1555. Notons par ailleurs que les cafés littéraires ne connaissent pas une grande popularité entre la période de la révolution de 1789 et celle de 1848.
Le Café Procope fut probablement le premier endroit de ce genre. Créé en 1686 à Paris par Francesco Procopio dei Coltelli dit « Procope », ce lieu, d'un genre nouveau, obtint ses lettres de noblesse de la fréquentation de Voltaire, Rousseau et Diderot, pour ne citer que ceux-là. Pour d'autres, le premier café littéraire serait le café de la Place du Palais-Royal, fondé en 1681, et qui deviendra après 1715 le café de la Régence.
Dans l'histoire littéraire de la France, les cafés littéraires ont joué un rôle dans l'élaboration et la diffusion des idées. Succédant à l'effervescence intellectuelle des cafés philosophiques du XVIIIe siècle, ils étaient les foyers privilégiés des idées nouvelles, un lieu particulièrement propice à l'avant-gardisme et pas seulement pour le monde littéraire. La presse, la politique, le théâtre, les arts du spectacles, la musique, la philosophie et toute autre discipline artistiques y ont droit de cité. D'ailleurs, ce serait grâce à l'aide de ces cafés, véritables « laboratoires d'idées et d'essai » que la littérature aurait trouvé le chemin de la modernité au XIXe siècle.
Avant l’explosion de fréquentations des cafés littéraires, le café était vendu à Paris dans des boutiques obscures. Le 18 avril 1689, rue Neuve-des-Fossés-Saint-Germain-des-Près ouvrit le premier café littéraire. Au XVIIIe siècle les cafés littéraires se démocratisent et deviennent populaires, on n’en dénombrait pas moins de 300 à Paris vers 1716. Parmi eux, nous pouvons citer le Café de la Régence (célèbre pour avoir servi de cadre au célèbre roman Le Neveu de Rameau de Diderot). Ils occupaient une fonction sociale où l’on aimait se montrer pour rencontrer des personnes, pour discuter autour d’une boisson ou au cours d’un spectacle. On y menait des discussions variées. Au-delà de cet aspect, ils ont permis aux directeurs de théâtre mais également aux auteurs dramatiques de recruter des « claqueurs » pour leurs pièces. L’époque du romantisme préfère les cénacles privés alors que le symbolisme relance la mode des cafés littéraires. Il devient rapidement le quartier général du monde des arts dramatiques ; on y diffuse également la gazette. Beaucoup de grands noms l’ont fréquenté notamment Rousseau, Piron, Voltaire, La Faye, Crébillon, Fréron… Il eut un rôle décisif durant la Révolution. En effet, c’est là où se déroulaient les réunions du club des cordeliers. La conversation dans les cafés littéraires abordait tous les sujets que ce soit la politique, les sciences, les arts, la littérature, le théâtre et la philosophie,.
Le principe des cafés littéraires se retrouve déjà en Rome antique. Par la suite, on les retrouvera sous le nom de « salons littéraires », dont les réunions sont tenues par des femmes d’esprit et des particuliers. Le concept se développera au XIXe siècle sous forme de cafés ou l’on organise les réunions. Finalement, au fil des époques se produit une variation des thèmes : il n’est plus uniquement question de littérature mais aussi d'autres formes artistiques, ce qui permet aux cafés de devenir des lieux de recrutement. C’est finalement la modernisation des lieux artistiques qui entraînera le déclin de la popularité des cafés littéraires,.
Les cafés littéraires ont eu énormément d’influence et d’impact. Aujourd'hui, les héritiers en sont le café-théâtre et le café-concert. Aujourd'hui encore il existe des établissements qui ont gardé le même esprit que les premiers cafés littéraires. Nous pouvons citer les brasseries Lipp ou la Closerie des Lilas,
L'ascension de ce type de lieu serait aussi tributaire du déclin des salons, autrement dit l'abandon d'un environnement codifié et élitaire pour celui, plus libre et égalitaire, des cafés. C'est pourquoi, avec l'aménagement des Grands Boulevards au cours du XIXe siècle et le déclin du Palais-Royal, on voit l'apparition de nouveaux cafés, notamment le Café Tortoni (1803), le café Le Divan ou bien le Café Frascati, fréquentés par nuls autres que Stendhal, Honoré de Balzac, Alfred de Musset, Jules Janin, Anthony Trollope, Charles Asselineau, Pétrus Borel ainsi que plusieurs autres auteurs et de nombreux peintres.

## Festivals
- Le festival des cafés littéraires[7] se produit chaque année à Montélimar.